# Media Luna (Cuba)
Media Luna es un municipio costero que se localiza al sur de la oriental provincia de Granma en la isla de Cuba. Su superficie alcanza 375,5 km² y su población estimada es de 32.967 habitantes.

## Ubicación geográfica
Limita con los municipios de Campechuela, Niquero y Pilón y con el Golfo de Guacanayabo, mar Caribe. Su capital es Media Luna, por cuyo centro pasa el río Vicana, el más largo del municipio y desemboca en una zona de manglares conocida como "El Almiquí"

## Otros datos
Cuenta con 3 escuelas secundarias, dos ESBU (Escuela Secundaria Básica Urbana, estas son las Pedro de Céspedes y la Elías Zaldívar y una ESBEC (Escuela Secundaria Básica en el Campo). 
Cuenta con un museo municipal, el museo de Celia Sánchez. Su principal avenida es conocida como "La doble vía". Tiene numerosos barrios entre los que se encuentran "El Molino", "Nuevo Media Luna", "Pueblo Nuevo", "El Rincón", "La Marina" y "Vista Alegre" y en la zona rural el barrio montañoso "La Guanábana".
La playa de Media Luna, al estar al sur de Cuba, es de arenas pardas y cuentas con varias cabañas en las que alojarse. Su idioma oficial es el español, aunque con variedades locales, como llamarle "marteño" al plátano.
En este pueblo nació la política y revolucionaria Celia Sánchez (1920-1980).